# Бехтеєвка (Корочанський район)
Бехте́євка (рос. Бехтеевка) — село в Корчанському районі Бєлгородської області, Росія. Адміністративний центр Бехтеєвського сільського поселення.

## Географія
Село розташоване на лівому березі річки Короча, притоці Нежеголі, навпроти міста Короча (є його приміською зоною).

## Населення
Населення села становить 3290 осіб (2010).
| 2002 | 2010  |
| ---- | ----- |
| 3291 | ↘3290 |